# 歐陽藜照
歐陽藜照（19世纪？—1856年），湖南新化縣人，清朝地方官员。

## 生平
歐陽藜照於道光三十年（1850年）中庚戌科進士，殿试位列榜尾。即用知縣，分發安徽，署太平縣（今屬黃山市）知縣。咸丰三年（1853年）四月，率乡勇赴石埭与太平军作战。咸丰四年（1854年）六月，致函石埭、青阳、旌德、泾县，倡办“五县联防局”，筹建团练，抵御太平军。咸丰六年（1856年）三月，太平军石达开部兵临太平县境，十九日在兴村白沙岭全歼八百团练，欧阳藜照、把总戴廷干、乡绅方昭文均战死。追赠道台衔。